# Gefängnis des Vergessens
Das Gefängnis des Vergessens war ein Staatsgefängnis des Sassanidenreichs.
In den Quellen ist das Gefängnis unter verschiedenen Namen erwähnt, darunter die Festung des Vergessens (altgriechisch φρούριον της Λήθης phrounion tes Lethes), die Festung Giligerdōn/Giligerda/Gilēgerdōn (φρούριον Γιλιγέρδων phrounion Giligerdon, aus mittelpersisch *Gil-kart), Agabana (bei Ammianus Marcellinus), die Festung Andmaš und armenisch Anuš berd, „Schloss der Vergessenheit“.
Es war verboten, die Namen der dort Inhaftierten und den Namen des Gefängnisses zu erwähnen. Es war wie eine Bastille ante litteram. Die meisten Gefangenen waren in Eisenketten gelegt.
Theophylakt zufolge lag Giligerda in der Nähe von Bendosabora (Gundischapur). Erich Kettenhofen idenzifierte das Gefängnis als die ehemalige Burg Gilgird, der heutigen Burg von Susan (Lage) am Karun östlich von Schuschtar.
Bekannte Gefangene waren:
- Arschak II., armenischer König, 367
- Kavadh I., sassanidischer Großkönig, 497
- Die Kadasenoi (Kadusier) und Kriegsgefangene aus Dara-Anastasiupolis (seit 573 n. Chr.), die nach mehreren Jahren Gefangenschaft aus dem Gefängnis flohen
- Goli(a)ndouch († 591) und ein anonymer Zypriot (bei Leontius von Neapolis)